# Biochron
Een biochron (van het Griekss bios, leven en khronos, tijd) is de tijdsduur die nodig was om een bepaalde biozone te vormen. Biochrons worden meestal benoemd naar het fossiel of het taxon van de biozone.